# Warren Christopher
Warren Minor Christopher (Scranton (North Dakota), 27 oktober 1925 – Los Angeles (Californië), 18 maart 2011) was een Amerikaans politicus en diplomaat van de Democratische Partij.
Christopher studeerde rechten aan de universiteit van Zuid Californië en aan Stanford-universiteit; een studie die werd onderbroken door de Tweede Wereldoorlog, waarin hij diende in marine. Vanaf 1950 werkte hij bij verschillende advocatenkantoren. Onder president Lyndon B. Johnson was hij korte tijd onderminister van Justitie.
Tijdens het presidentschap van Jimmy Carter was hij onderminister van Buitenlandse Zaken. Hij gaf leiding aan een interdepartementale werkgroep voor mensenrechten en was de onderhandelaar namens de Verenigde Staten in een poging de door Iran gegijzelde Amerikanen vrij te krijgen. Voor zijn inspanningen onderscheidde president Carter hem met de Medal of Freedom.
Na deze periode was Christopher actief in verschillende openbare functies. Hij was ook de voorzitter van de commissie die onderzoek deed naar de politie-organisatie in Los Angeles, na het Rodney King-incident.
In 1993 benoemde Bill Clinton Christopher tot zijn minister van Buitenlandse Zaken. Tot zijn voornaamste wapenfeiten behoren de vredesakkoorden na de oorlogen in Bosnië en Herzegovina en Servië (Verdrag van Dayton) en het herstel van de democratie op Haïti, na een militaire staatsgreep.
Na zijn ministerschap vervulde Christopher diverse publieke functies. Namens zijn partij was hij in 2000 de waarnemer bij de hertelling van de stemmen in Florida, na de verkiezingsstrijd tussen George W. Bush en Al Gore.
Christopher overleed op 85-jarige leeftijd aan de gevolgen van kanker.
- Gemeinsame Normdatei: 121103056
- International Standard Name Identifier: 0000 0001 1449 3203
- Library of Congress Control Number: n80154381
- National Archives and Records Administration: 10568555
- Nationale Bibliotheek van Tsjechië: mub2013755859
- Nationale Bibliotheek van Israël: 987010304772605171
- Nationale Bibliotheek van Polen: a0000002117604
- Nederlandse Thesaurus van Auteursnamen: 071287531
- SNAC: w6ng5m8g
- Système universitaire de documentation: 058864989
- Virtual International Authority File: 79446972
- WorldCat: E39PBJjMxmBw4mjXGVMQPcXcfq

Jefferson ·
Randolph ·
Pickering ·
Marshall ·
Madison ·
Smith ·
Monroe ·
Adams ·
Clay ·
Van Buren ·
Livingston ·
McLane ·
Forsyth ·
Webster ·
Upshur ·
Calhoun ·
Buchanan ·
Clayton ·
Webster ·
Everett ·
Marcy ·
Cass ·
Black ·
Seward ·
Washburne ·
Fish ·
Evarts ·
Blaine ·
Frelinghuysen ·
Bayard ·
Blaine ·
Foster ·
Gresham ·
Olney ·
Sherman ·
Day ·
Hay ·
Root ·
Bacon ·
Knox ·
Bryan ·
Lansing ·
Colby ·
Hughes ·
Kellogg ·
Stimson ·
Hull ·
Stettinius ·
Byrnes ·
Marshall ·
Acheson ·
Dulles ·
Herter ·
Rusk ·
Rogers ·
Kissinger ·
Vance ·
Muskie ·
Haig ·
Shultz ·
Baker ·
Eagleburger ·
Christopher ·
Albright ·
Powell ·
Rice ·
Clinton ·
Kerry ·
Tillerson ·
Pompeo ·
Blinken